# Saint-Aubin-le-Vertueux
Saint-Aubin-le-Vertueux foi uma antiga comuna francesa na região administrativa da Normandia, no departamento de Eure. Estendia-se por uma área de 14,98 km². Em 2010 a comuna tinha 1 450 habitantes (densidade: 96,8 hab./km²).
Em 1 de janeiro de 2019, passou a formar parte da nova comuna de Treis-Sants-en-Ouche.